# Miljøforkæmpere
En miljøforkæmper er en person, der er optaget af og/eller går ind for beskyttelse af miljøet. En miljøforkæmper kan betragtes som en tilhænger af miljøbevægelsens mål, "en politisk og etisk bevægelse, der søger at forbedre og beskytte kvaliteten af det naturlige miljø gennem ændringer af miljøskadelige menneskelige aktiviteter". En miljøforkæmper er engageret i eller tror på filosofien om økologi.
Miljøforkæmpere omtales nogle gange ved at bruge uformelle eller nedsættende udtryk som og "træ-krammer".

## Bemærkelsesværdige miljøforkæmpere
Nogle af de bemærkelsesværdige miljøforkæmpere, der har været aktive i lobbyvirksomhed for miljøbevægelser og -bevaring, inkluderer:
- Saalumarada Thimmakka
- Edward Abbey (skribent, aktivist, filosof)
- Ansel Adams (fotograf, forfatter, aktivist)
- Bayamrjargal Agvaantseren (mongolsk naturbevarer)
- Qazi Kholiquzzaman Ahmad (miljøaktivist og økonom fra Bangladesh)
- David Attenborough (formidler og naturforsker)
- John James Audubon (ornitolog og maler)
- Sundarlal Bahuguna (miljøaktivist)
- Bartholomæus 1. (præst)
- David Bellamy (botaniker)
- Ng Cho-nam (miljøaktivist fra Hong Kong)
- Thomas Berry (præst historiker, filosof)
- Wendell Berry (landmand, filosof)
- Chandi Prasad Bhatt (Gandhiansk miljøaktivist)
- Murray Bookchin (anarkist, filosof, socialøkolog)
- Wendy Bowman, australsk miljøaktivist
- Stewart Brand (forfatter, grundlægger af Whole Earth Catalog)
- David Brower (forfatter, aktivist)
- Molly Burhans (kartograf, aktivist)
- Tahir Qureshi Mangrove Man or Mangroves Hero of Pakistan. Pakistansk miljøaktivist.
- Lester Brown (miljøaktivist)
- Kevin Buzzacott (Aboriginal aktivist)
- Michelle Dilhara (skuespiller)
- Helen Caldicott (læge)
- Joan Carling (filippinsk menneskerettighedsforkæmper)
- Rachel Carson (biolog, forfatter)
- Charles 3. (konge af Storbritannien)
- Chevy Chase (komiker)
- Barry Commoner (biolog, politiker)
- Jacques-Yves Cousteau (explorer, økolog)
- John Denver (musiker)
- Leonardo DiCaprio (skuespiller)
- Rolf Disch (miljøaktivist og solenergipioner)
- René Dubos (mikrobiolog)
- Paul R. Ehrlich (biolog, befolkningsudvikling)
- Hans-Josef Fell (tysk GreeBündnis 90/Die Grünen)
- Jane Fonda (skuespiller)
- Mizuho Fukushima (politiker, aktivist)
- Peter Garrett (musiker, politiker)
- Al Gore (politiker, tidligere Vicepræsident for USA)
- Tom Hanks (skuespiller)
- James Hansen (forsker)
- Denis Hayes (miljøaktivist og solenergiadvokat)
- Daniel Hooper, AKA Swampy (miljøaktivist)
- Nicolas Hulot (journalist og forfatter)
- Robert Hunter (journalist, medstifter og første præsident for Greenpeace)
- Tetsunari Iida (bæredygtig energi advokat)
- Jorian Jenks (Engelsk landmand)
- Naomi Klein (ish farmer, aktivist)
- Winona LaDuke (miljøaktivist)
- A. Carl Leopold (plantefysiolog)
- Aldo Leopold (økolog)
- Charles Lindbergh (pilot)
- James Lovelock (scientist)
- Amory Lovins (energipolitisk analytiker)
- Hunter Lovins (miljøaktivist)
- Caroline Lucas (politiker)
- Mark Lynas (journalist, aktivist)
- Kaveh Madani (forsker, aktivist)
- Desmond Majekodunmi (miljøaktivist )
- Xiuhtezcatl Martinez (aktivist)
- Peter Max (grafisk designer)
- Michael McCarthy (naturalist, journalist, og forfatter)
- Bill McKibben (forfatter, aktivist)
- David McTaggart (aktivist)
- Mahesh Chandra Mehta (sagfører, miljøaktivist )
- Chico Mendes (aktivist)
- George Monbiot (journalist)
- John Muir (naturaktivist)
- Luke Mullen (skuespiller, filmmaker, miljøaktivist)
- Hilda Murrell (botaniker, aktivist)
- Ralph Nader (aktivist)
- Gaylord Nelson (politiker)
- Yolanda Ortiz (kemiker), Argentinsk miljøaktivist
- Eugene Pandala (arkitekt, miljøaktivist , natur og kulturarvs konservator)
- Medha Patkar (aktivist)
- Alan Pears (miljørådgiver og pioner indenfor energieffektivitet)
- River Phoenix (skuespiller, musiker, aktivist)
- Jonathon Porritt (politiker)
- Phil Radford (miljø-, ren energi- og demokratiadvokat, administrerende direktør for Greenpeace )
- Bonnie Raitt (musiker)
- Theodore Roosevelt (tidligere Præsident i USA)[3]
- Hakob Sanasaryan (biokemiker, aktivist)
- Ken Saro-Wiwa (forfatter, tv-producer, aktivist)
- E. F. Schumacher (forfatter til Small Is Beautiful)
- Shimon Schwarzschild (forfatter, aktivist)
- Vandana Shiva (miljøaktivist)
- Gary Snyder (digter)
- Jill Stein (præsident kandidat)
- Swami Sundaranand (yogi, fotograf, forfatter og bjergbestiger)
- David Suzuki (forsker, radiovært)
- Candice Swanepoel (model)
- Shōzō Tanaka (politiker og aktivist)
- Henry David Thoreau (forfatter, filosof)
- Greta Thunberg (aktivist)
- J. R. R. Tolkien (forfatter)
- Jo Valentine (politiker og aktivist)
- Dominique Voynet (politiker og miljøaktivist)
- Harvey Wasserman (journalist, aktivist)
- Paul Watson (aktivist og underviser)
- Robert K. Watson (miljøadvokat, grundlægger af Leadership in Energy and Environmental Design)
- Franz Weber (miljøaktivist og dyrevelfærdsaktivist)
- Henry Williamson (naturforsker, forfatter)
- Shailene Woodley (skuespiller)
- Wangari Maathai (kenyansk miljøaktivist, modtager af Nobels fredspris 2004)
- Vanessa Nakate (ugandisk youth climate justice aktivist)
- Elizabeth Wathuti (kenyansk miljøaktivist
- Arin Sirohi (indisk miljøaktivist ) Wangaari Maathai modtager den første Nobels fredspris for miljøbeskyttelse (2004) for årtiers arbejde med Green Belt Movement

## Udvidelse af begrebet
I de senere år er der ikke kun miljøforkæmpere for det naturlige miljø, men også miljøforkæmpere for det menneskelige miljø. For eksempel er de aktivister, der opfordrer til "mentale grønne områder" ved at slippe af med ulemperne ved internet, kabel-tv og smartphones, blevet kaldt "info-miljøforkæmpere".